# 金特·奥特曼
金特·奥特曼（德語：Günther Ortmann，1916年11月30日—2002年1月10日），德国男子手球运动员。他曾代表德国参加1936年夏季奥林匹克运动会手球比赛，获得一枚金牌，他在其中两场比赛中有上场。